# Jecu purvs
Jecu purvs este o arie protejată (arie specială de conservare — SAC, sit de importanță comunitară — SCI, arie de protecție specială avifaunistică — SPA) din Letonia întinsă pe o suprafață de 281,22 ha, integral pe uscat.

## Localizare
Centrul sitului Jecu purvs este situat la coordonatele 56°15′39″N 21°09′12″E / 56.2609°N 21.1533°E.

## Înființare
Situl Jecu purvs a fost declarat arie de protecție specială avifaunistică în decembrie 2003 pentru a proteja 1 specie de animale. Alte tipuri de protecție:
- sit de importanță comunitară (în mai 2004)
- arie specială de conservare (în mai 2004)[1][3][4]

## Biodiversitate
Situată în ecoregiunea boreală, aria protejată conține 4 habitate naturale: Mlaștini alcaline, Taiga vestică, Păduri caducifoliate de mlaștină fino-scandinave, Mlaștini împădurite.
La baza desemnării sitului se află o specie protejată de  nevertebrate: Vertigo geyeri
Pe lângă speciile protejate, pe teritoriul sitului au mai fost identificate 12 specii de plante, 1 specie de mamifere.